# قائمة أعلام آيسلندا
هذه قائمة بأعلام آيسلندا.

## العلم الوطني وعلم الدولة
| العلم | التاريخ   | الاستخدام                    | الوصف |
| ----- | --------- | ---------------------------- | --- |
|       | 1944–الآن | العلم الوطني و‌الراية المدنية | علم أزرق به صليب إسكندنافي أحمر، مخمل بالأبيض. اِستُخدِم بشكل غير رسمي في 1913-1915، ورمزًا إقليميًا ابتداءً من 1915 وحتى 1944 عندما تأسست جمهورية آيسلندا. نظام الألوان الحالي وُضِع في 1944. أبعاد العلم هي 7:1:2:1:14 أفقيًا و7:1:2:1:7 رأسيًا؛ والنسبة: 18:25 |
|       | 1919–الآن | علم الدولة                   | النسبة: 37:18 |

## أعلام حكومية
| العلم | التاريخ   | الاستخدام     | الوصف                                    |
| ----- | --------- | ------------- | ---------------------------------------- |
|       | 1944–الآن | العلم الرئاسي | شعار الدولة وُضِع في المركز. النسبة: 37:18 |
|       | 1944–الآن | راية الجمارك  |                                          |

## علم الجيش
| العلم | التاريخ   | الاستخدام | الوصف         |
| ----- | --------- | --- | ------------- |
|       | 1944–الآن | علم الحرب و‌الراية البحرية ويستخدمهما خفر السواحل الآيسلندي و‌الدفاع الجوي الآيسلندي و‌وحدة الاستجابة للأزمات الآيسلندية | النسبة: 37:18 |

## أعلام تاريخية
| العلم | التاريخ   | الاستخدام                             | الوصف                                                                                   |
| ----- | --------- | ------------------------------------- | --------------------------------------------------------------------------------------- |
|       | 1809      | علم آيسلندا في فترة حكم الملك يورندور | ثلاث سمكات قديد في الربع الثاني على خلفية زرقاء                                         |
|       | 1855-؟    | راية كتيبة يستمان                     | صليب قطري أحمر على خلفية بيضاء                                                          |
|       | حتى 1915  | علم الدنمارك                          |                                                                                         |
|       | 1915–1944 | العلم الوطني والراية المدنية لآيسلندا | مطابق تقريبًا للعلم الآيسلندي الحديث ولكن لونه أزرق فاتح قليلاً.                          |
|       | 1915–1944 | علم الحرب والراية البحرية لآيسلندا    | مطابق تقريبًا للعلم الآيسلندي الحديث ولكن لونه أزرق فاتح قليلاً مثل العلم العادي بالأعلى. |
|       | 1921–1944 | الراية الملكية لملك آيسلندا           | سنقر متوج على خلفية زرقاء                                                               |
|       | 1941–1944 | راية وصي عرش آيسلندا                  | علم دولة آيسلندا به حرف "R" على مستطيل أبيض                                             |

## أعلام غير رسمية
| العلم | التاريخ                   | الاستخدام                   | الوصف |
| ----- | ------------------------- | --------------------------- | --- |
|       | القرن 19 - أوائل القرن 20 | علم استخدمته حركة الاستقلال | سنقر على خلفية زرقاء فاتحة |
|       |                           | مقترح علم                   | صليب أزرق سماوي وأبيض بشريطتين بيضاوتين وزرقاوتين على كلا جانبيه. لجنة العلم لسنة 1913 قدمت مقترحين، العلم الحالي وهذا العلم.                         |
|       |                           | العلم الجمهوري              | علم غير رسمي استخدمه الجمهوريون في أوائل عقد 1900. هذا العلم رفضته لجنة العلم لسنة 1913 لأنه يعد مشابهًا للغاية لعلم السويد والراية البحرية اليونانية. |